# Episodi di Barney Miller (prima stagione)
La prima stagione della serie televisiva Barney Miller, composta da 13 episodi (compreso l'episodio pilota andato in onda il 22 agosto 1974) è stata trasmessa in anteprima negli Stati Uniti d'America dalla ABC dal 23 gennaio 1975 al 1º maggio 1975.
| nº | Titolo originale                    | Titolo italiano | Prima TV USA     | Prima TV Italia |
| -- | ----------------------------------- | --------------- | ---------------- | --------------- |
| 0  | The Life and Times of Barney Miller |                 | 22 agosto 1974   |                 |
| 1  | Ramon                               |                 | 23 gennaio 1975  |                 |
| 2  | Experience                          |                 | 30 gennaio 1975  |                 |
| 3  | Snow Job                            |                 | 6 febbraio 1975  |                 |
| 4  | Graft                               |                 | 13 febbraio 1975 |                 |
| 5  | The Courtesans                      |                 | 20 febbraio 1975 |                 |
| 6  | Stakeout                            |                 | 27 febbraio 1975 |                 |
| 7  | Bureaucrat                          |                 | 6 marzo 1975     |                 |
| 8  | Ms. Cop                             |                 | 13 marzo 1975    |                 |
| 9  | Vigilante                           |                 | 20 marzo 1975    |                 |
| 10 | The Guest                           |                 | 27 marzo 1975    |                 |
| 11 | Escape Artist                       |                 | 10 aprile 1975   |                 |
| 12 | Hair                                |                 | 17 aprile 1975   |                 |
| 13 | The Hero                            |                 | 1º maggio 1975   |                 |